# 相對論星

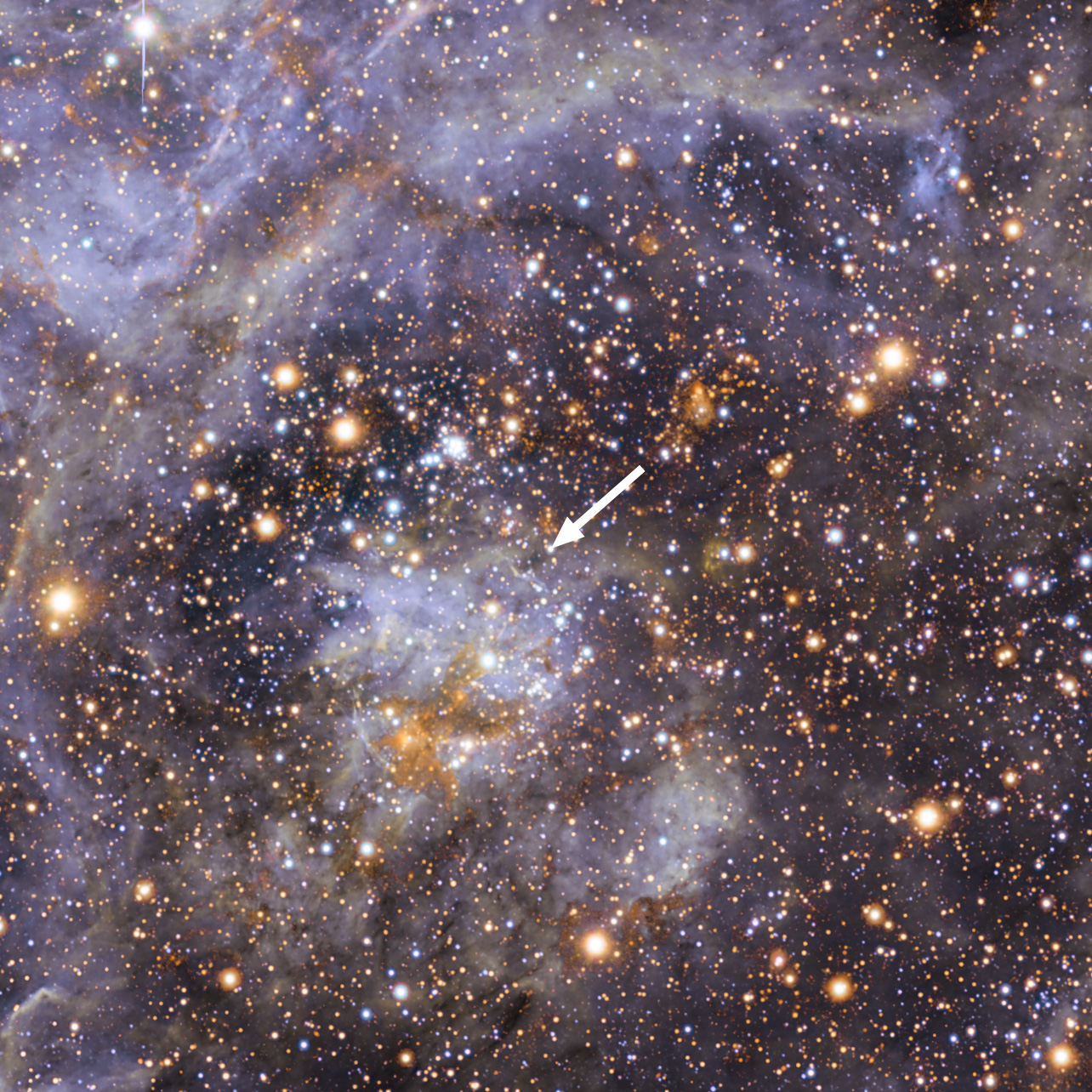
VFTS 102是迄今為止發現的自轉速度最快的恆星—速度比太陽快200倍，即447 km/s

相對論星（Relativistic star）是一顆旋轉恆星，行為可以用廣義相對論很好地描述，但經典力學卻無法描述。第一個被識別的此類天體是電波脈衝星，由旋轉中子星組成。旋轉的超大質量恆星是相對論性恆星的一種假設。相對論性恆星可能被科學家用來研究重力波。
相對論性恆星的另一個定義是具有特殊相對論性氣體狀態方程式的恆星。當一顆大質量主序恆星的核心變得足夠炎熱，能夠產生電子-正電子對時，就會發生這種情況。穩定性分析表明，這樣的恆星僅受到邊緣束縛，並且不穩定，不會坍縮或爆炸。這種不穩定性被認為將主序恆星的質量限制在數百個太陽質量左右。這種尺寸及更大的恆星能夠直接坍縮成中等質量或超大質量黑洞。

## 外部連結
- Relativistic stars, recommended reading
- Pair instability chart (Archived copy)